# Canalicephalus devriesi
Canalicephalus devriesi är en stekelart som beskrevs av Van Achterberg 2002. Canalicephalus devriesi ingår i släktet Canalicephalus och familjen bracksteklar. Inga underarter finns listade.